# Sumiyoshi-Taisha

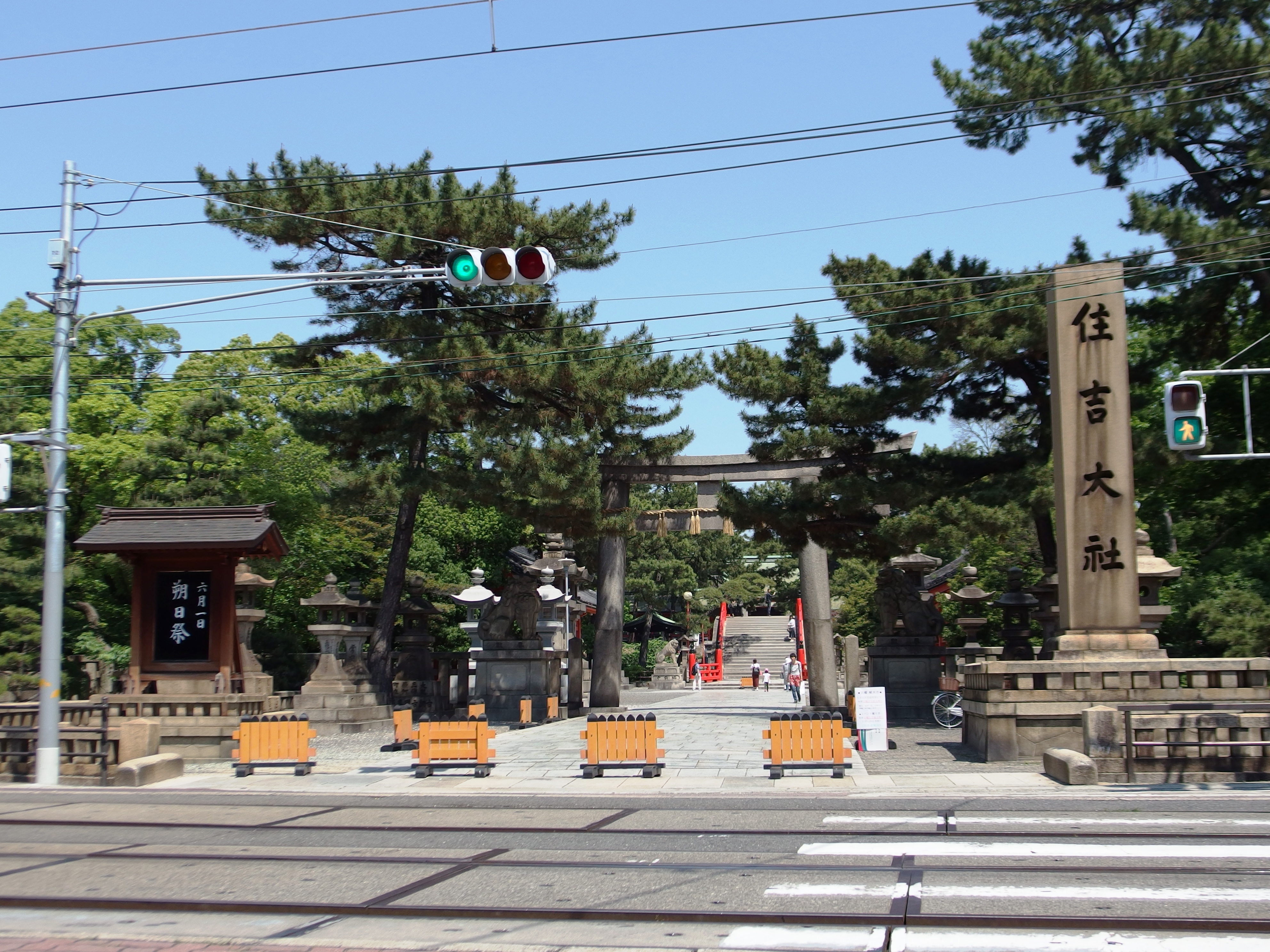
Erstes Torii vor dem Schreingelände

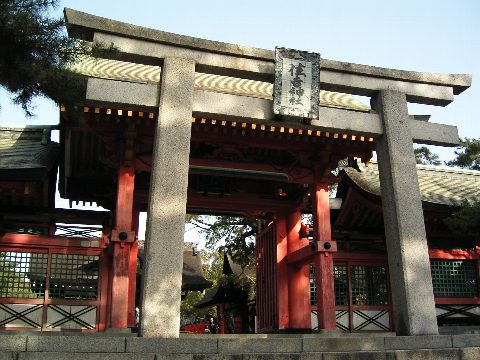
Das Sumiyoshi-Torii mit seinen vierkantigen Säulen

Der Sumiyoshi-Taisha (japanisch 住吉大社) ist ein Shintō-Schrein im Stadtbezirk Sumiyoshi in Osaka, Japan. Er gilt als der Hauptschrein von über 2.000 Sumiyoshi-Schreinen in ganz Japan, in denen Kami verehrt werden, die Reisende, Seefahrer, Fischer und Händler beschützen sollen. Er wurde vermutlich im 3. Jahrhundert errichtet und wird bereits im Kokin-wakashū erwähnt.

## Übersicht
In alten Zeiten besaß der Schrein ein sehr großes Gelände. so gehörte im Westen das Gelände des heutigen Sumiyoshi-Parks dazu, das nun durch eine in Nordsüd-Richtung verlaufende Eisenbahnlinie abgetrennt ist. Der west-östlich verlaufende Pilgerweg (Sandō) begann am Meer und erstreckt sich über einige Kilometer bis zur zentralen Anlage. Das heutige Schreingelände ist noch knapp 1 ha groß. Hinter dem großen Torii am Westrand erstreckt sich ein parkähnlicher Bereich, dann folgt ein breiter Wassergraben, danach die zahlreichen Gebäude des Schreins.

## Der zentrale Bereich

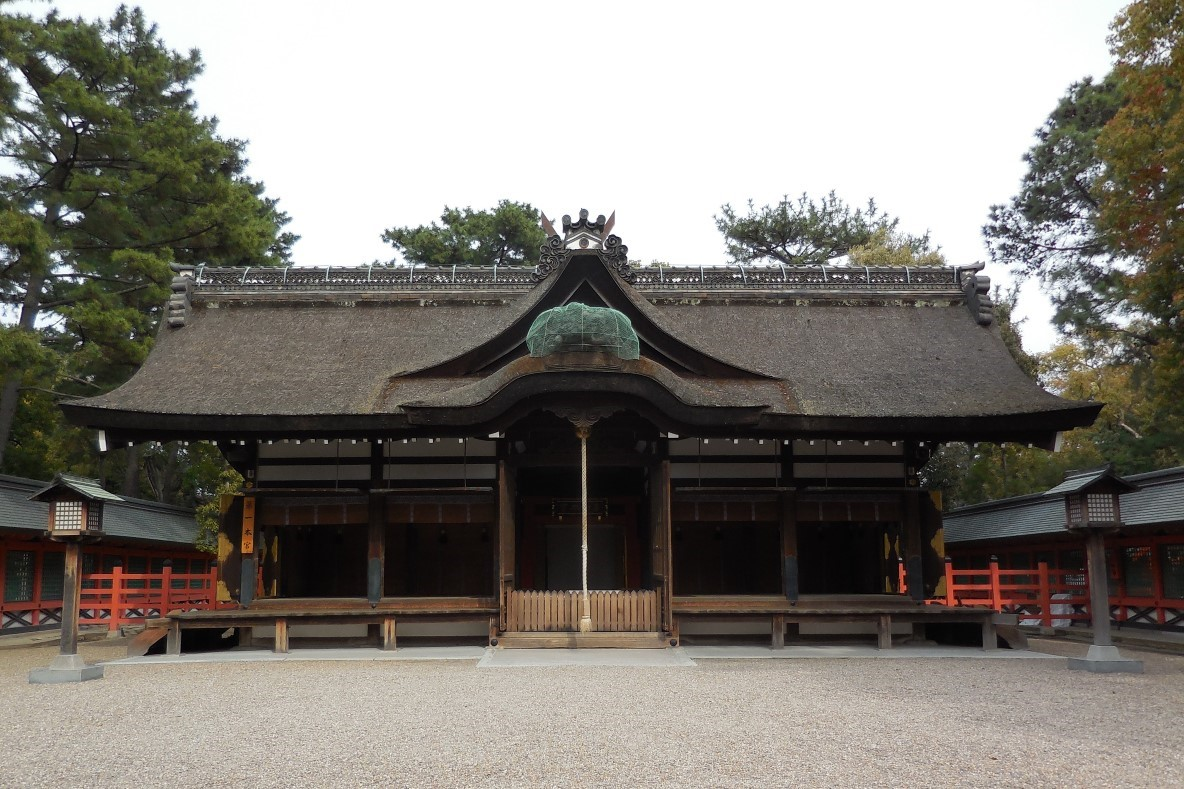
Der 1. Hauptschrein

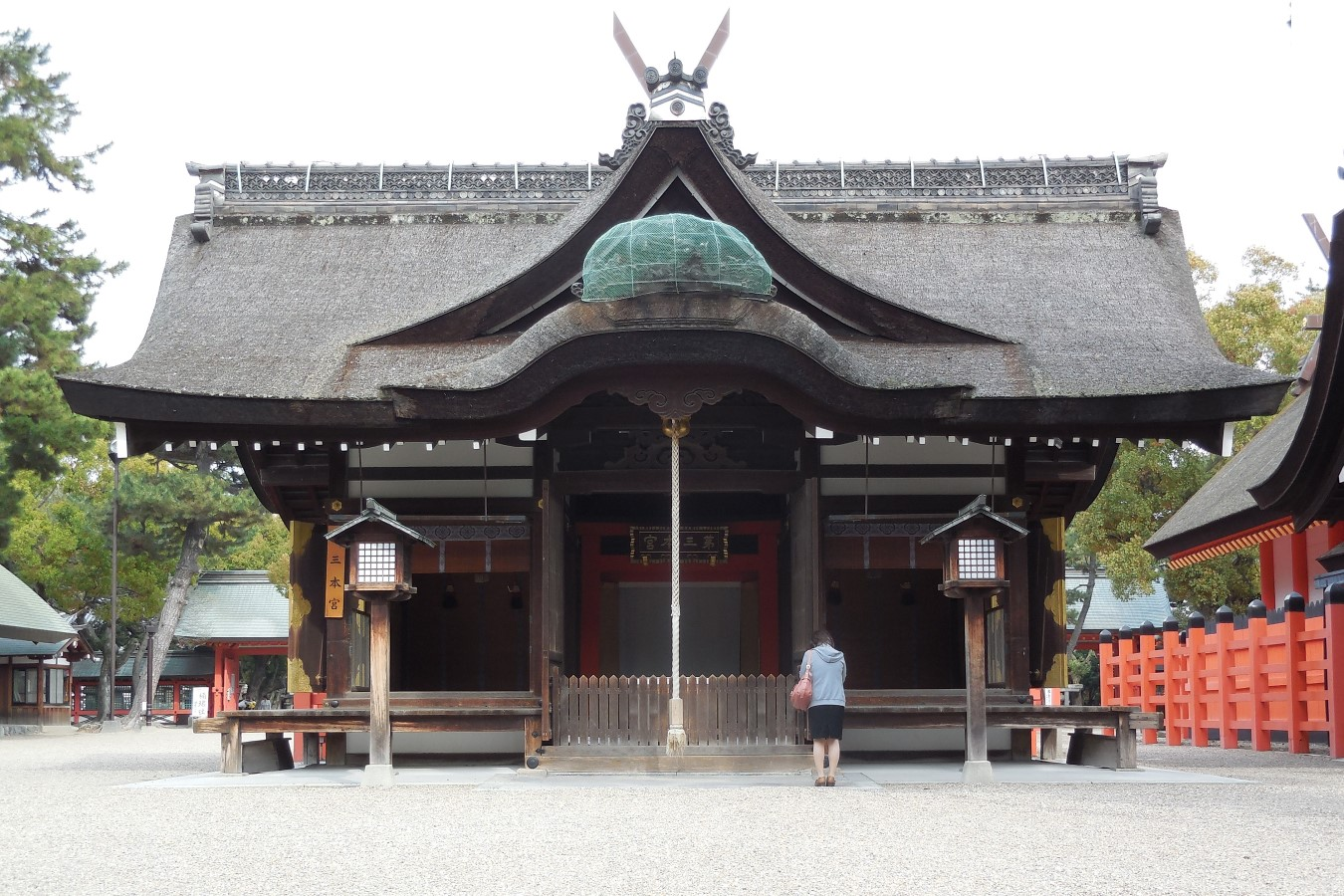
Der 3. Hauptschrein

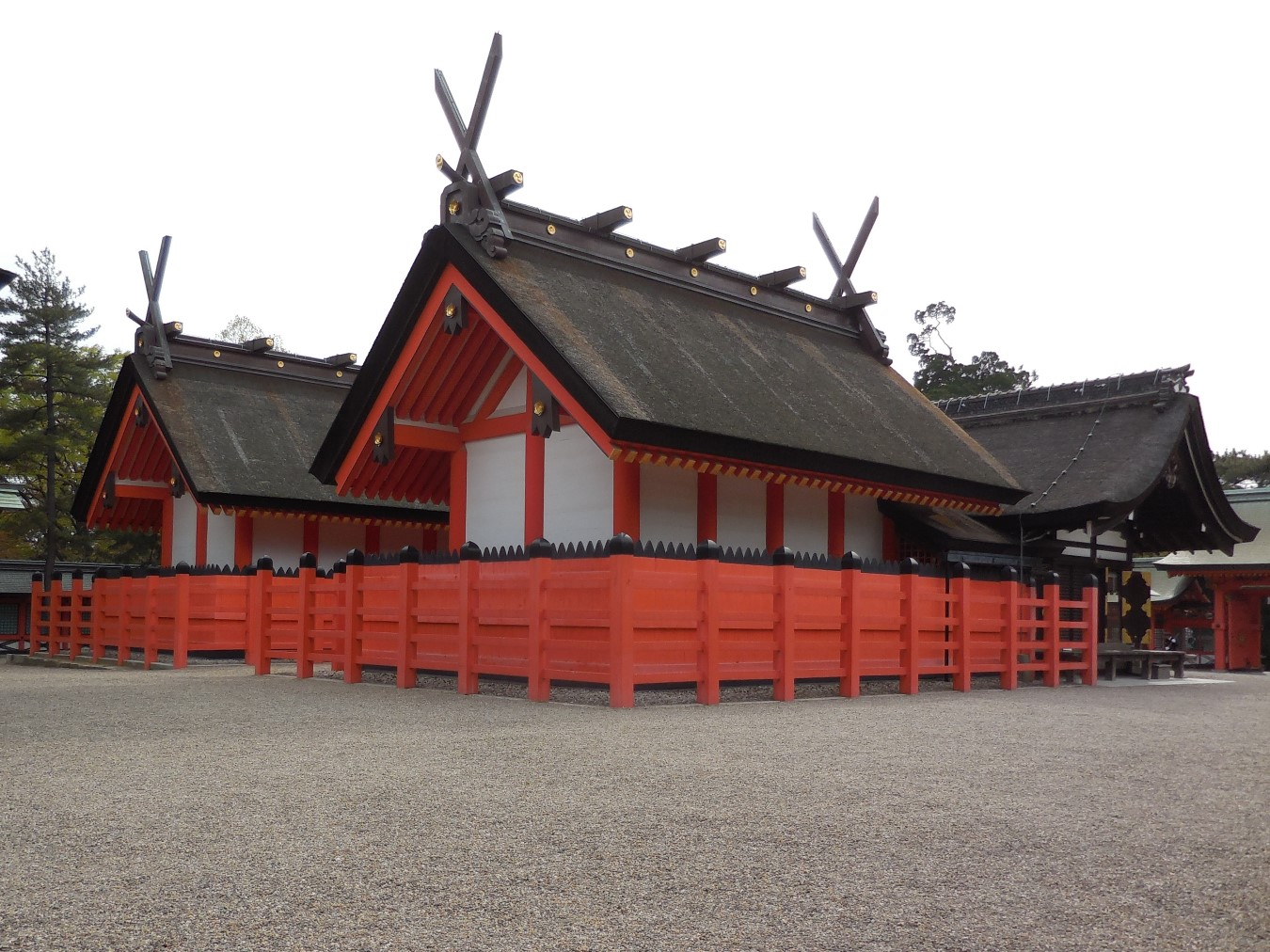
3. und 4. Hauptschrein von hinten: das ist Sumiyoshi-Stil

Im zentralen Bereich des Sumiyoshi-Taisha werden die Sumiyoshi no Ōkami, auch Sumi no E no Ōkami (住江大神) bzw. Sumi no E no Mimae mo Ōkami (墨江三前大神) genannt, verehrt:
- im 1. Hauptschrein (1. Hongū) Sokotsutsu no O no Mikoto,
- im 2. Hauptschrein Nakatsutsu no O no Mikoto und
- im 3. Hauptschrein Uwatsutsu no O no Mikoto.
- Im 4. Hauptschrein wird Okinagatarashi-hime no Mikoto verehrt, die mythische Kaisergemahlin Jingū-kōgō, von der der Schrein nach ihrer Rückkehr aus Korea gebaut worden sein soll. Vom Schrein ausgegebene bunrei (siehe shintai) gelten immer jeweils für alle Kami zusammen.

Die vier Schreine bestehen jeweils aus zwei Gebäuden. Das vordere, quer gebaute Gebäude, die Andachtshalle (Haiden) orientiert sich im Stil an der buddhistischen Tempelarchitektur der Momoyama- und Edo-Zeit. Das hintere Gebäude, die Haupthalle (Honden) in Weiß (Gobun) und Rot (Tan) hingegen ist in dem für diesen Schrein charakteristischen Baustil, dem Sumiyoshi-zukuri (住吉造) ausgeführt, in einem der ältesten Schrein-Architekturstile. Der Eingang befindet sich an der Stirnseite und zwar im Unterschied zum Taisha-zukuri des Izumo Taisha in der Mitte der Stirnseite. Die Giebelbalken (Chigi) der Haupthallen 1–3 sind an den Enden senkrecht geschnitten, da männliche Gottheiten verehrt werden, die der 4. Haupthalle dementsprechend waagerecht. Die Gebäude sind mit Baumrinde gedeckt, der First ist mit kurzen Querbalken beschwert, den Katsuogi. Sie haben einen viereckigen Querschnitt, während sie an anderen Schreinen rund sind. Die Haupthallen sind von Zäunen umgeben. Die Andachtshalle des 1. Hauptschreins ist fünf Ken breit, die Andachtshallen der anderen drei mit drei Ken etwas kleiner.
Die vier Hauptschreine sind zur Inlandsee hin ausgerichtet, wobei die Schreine 3 bis 1 hinter einander stehen, wofür es kein weiteres Beispiel in Japan gibt. Die Haupthallen wurden am 14. November 1953 zu Nationalschätzen Japans erhoben.
Wie auch für andere Schreinen bekannt ist, wurden die Hauptschreine alle 20 Jahre durch identische Neubauten ersetzt; für den Sumiyoshi Taisha ist dies ab 749 belegt. Bis 1443 wurde dieses Shikinen Sengū tatsächlich alle 20 Jahre durchgeführt wurde, danach in größeren Abständen. Die letzte, 49. Erneuerung wurde 2008–2010 durchgeführt.

## Die Nebenschreine
Vier Nebenschreine, die Sessha (摂社), ergänzen die Hauptschreine.
- Daikai-Schrein (大海神社, ~-jinja): Verehrt werden Toyotama-hiko no Mikoto und Toyotama-hime no Mikoto, die in der Legende von Umisachi-hiko und Yamasachi-hiko eine Rolle spielen. Der Schrein, im Sumiyoshi-Stil ausgeführt, ist als Wichtiges Kulturgut Japans registriert.
- Shiga-Schrein (志賀神社, ~-jinja): Verehrt werden Sokotsuwatatsumi no Mikoto, Nakatsuwatatsumi no Mikoto und Uwatsuwatatsumi no Mikoto, die dem Meere verbunden sind. In dem Haiden steht ein Torii, was sehr ungewöhnlich ist (normalerweise stehen Torii außerhalb der Gebäude).
- Funetama-Schrein (船玉神社, ~-jinja): Verehrt werden Torinoihakusubune no Kami (ein Kind von Izanagi und Izanami) unter dem Namen Amenotorifune no Mikoto und Saruta-hiko no Kami, die Boote beschützen.
- Wakamiya Hachimangū (若宮八幡宮): Verehrt werden Ōjin Tennō und Take no Uchinosukene, die als schützende Götter der Samurai gelten. Am 12. Januar wird ein dazugehörendes Fest gefeiert.

## Die Unterschreine (Massha)

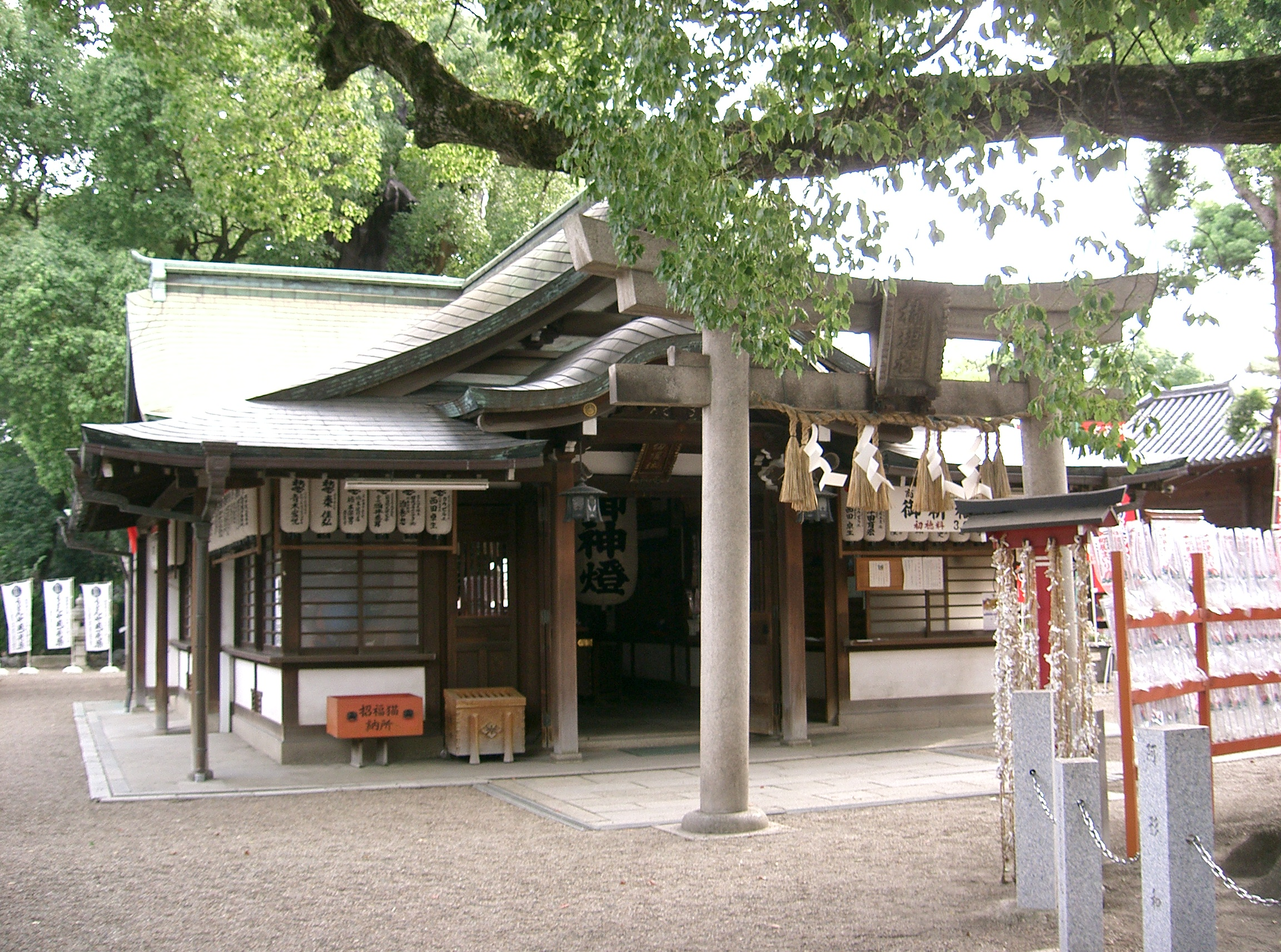
Der Nankun-Schrein

Die Unterschreine, die Massha (末社), befinden sich zum Teil auf dem Schreingelände (in der Liste mit [a] markiert), zum Teil außerhalb (mit [b] markiert).
- Nankun-sha (楠珺社) [a]: Verehrt wird Ukanomitama no Mikoto. Sein Festtag ist der erste Tag des Drachen (辰の日, Tatsu-no-Hi) im Monat, so dass er auch Herr Drache (辰さん, Tatsu san) genannt wird. An diesem Tag erhalten die Betenden eine das Glück einladende Katze (招福猫), die 48 Monate lang unter der Bezeichnung Achtundvierzig Drachen[Anm 1] Glück bringt. Der heilige Kampferbaum neben dem Schrein, der auf ein Alter von 1000 Jahren geschätzt wird, ist als Schützenswerter Baum der Stadt Osaka deklariert.
- Tanekashi-sha (種貸社) [a]: Verehrt wird Ukanomitama no Mikoto. Ursprünglich als Helfer in der Landwirtschaft angebetet, wandelte sich er zum Helfer im Handel. Am Ersten Tag des Drachen werden ihm kleine Münzen oder auch Puppen dargebracht.
- Ōtoshi-sha (大歳社) [b]: Verehrt wird ein Sohn des Susanoo no Mikoto, Ōtoshi no Kami, der als Helfer bei der Geldvermehrung verehrt wird. So wird am Ersten Tag des Drachen am Tanekashi-sha für Kapitalvermehrung, am Nankun-sha für gute Handelsumsätze und am Ōtoshi-sha für Geldeintreibung gebetet. Diese Schreine passen gut zur Händlerstadt Osaka.
- Asasawa-sha (浅沢社) [b]: Verehrt wird Ichikishimahime no Mikoto, die auch volkstümlich Benten-sama genannt wird. Sie ist Helferin im Bereich der schönen Künste. Der Name des Schreins bezieht sich auf eine feuchte Gegend am Sumiyoshi-Schrein, Asasawa-ono oder auch Asasawa-numa genannt, die schon im Man’yōshū wegen ihrer Schwertlilien besungen wird.
- Omoto-sha (侍者社) [a]: Verehrt werden Tamomi no Sugune und Ichihime no Mikoto, die als Helfer beim Erwachsenwerden und bei Ehewünschen gelten. Dort sind viele Bitttafeln (Ema) zu finden.
- Shōkon-sha (招魂社) [a]: Verehrt werden Moromoro no Mitama no Kami. Das Gebäude, das aus der Zeit um 1600 stammt, war bis zur Trennung von Shintoismus und Buddhismus in der Meiji-Zeit als Gomadō[Anm 2] des Sumiyoshi Jingū-ji (s. u.) bekannt.
- Minato-Sumiyoshi-Jinja (港住吉神社) [b]: Dieser Schrein wurde im 19. Jahrhundert zum Schutz der Schifffahrt errichtet.
- Shukuinton-gū (宿院頓宮) [b]: Verehrt werden Sumiyoshi-Ōkami, Jingū-kōgō und Ōtori-Ōkami. Zusammen mit dem Ōtori Taisha von Sakai wird ein großer Umzug mit Mikoshi abgehalten, der viele Besucher anzieht.

Weitere Massha auf dem Gelände sind:
- Tate-sha (楯社)
- Hoko-sha (鉾社)
- Gōdo-sha (后土社)
- Ichiebisu-sha (市戎社) / Daikoku-sha (大国社)
- Koyasu-sha (児安社)
- Amago-sha (海士子社)
- Tatsu-sha (龍社), auch Mii-sha (御井社),
- Hassho-sha (八所社)
- Shingū-sha (新宮社)
- Tachigiki-sha (立聞社), auch Nagaoka-sha (長岡社)
- Kifune-sha (貴船社)
- Hoshimiya-sha (星宮社)
- Go-sha (五社)
- Usuzumi-sha (薄墨社)
- Kononushi-sha (斯主社)
- Imanushi-sha (今主社)

## Priesteramt und Feste
Das Priesteramt im Sumiyoshi-Taisha war lange Zeit erblich, bis die Familie, die das Amt immer übernommen hatte, ausstarb. Der erste Priester, Tamo-mi-no-sukune, und seine Ehefrau, Ichi-hime-no-mikoto, werden auf dem Schrein Gelände im Omoto-sha als Kami verehrt.
Über das ganze Jahr werden viele Feste (Matsuri) durch den Schrein ausgerichtet. Eines der bekanntesten davon ist das Otaue-Shinji (御田植神事) für reiche Ernten am 14. Juni. Der Legende nach soll Jingū Kōgō die Frauen der Provinz Nagato dazu angewiesen haben, auf dem heutigen Gelände des Schreins Reissetzlinge anzupflanzen. Dieser Mythos wird beim Fest von zwölf jungen Frauen mit traditionellem Tanz und Musik rituell wiederholt. Das Hauptfest des Schreins am 31. Juli das Nakoshi no Ōharai Jinji (夏越大祓神事). Es ist eines der farbenfrohesten und wichtigsten in ganz Japan. Der Schrein war zur Tokugawa-Zeit ein wichtiges Ziel der „Stellvertreter-Wallfahrten“ durchführenden Gannin-bōzu. Noch heute ist die Liste der Feste bzw. der Schreinaktivitäten lang:
- Sakujitsu-sai (朔日際): Jeden Monat am 1. Tag
- Unohi-sai (卯之日際): Jeden Monat am 1. Hasen-Tag
- Hatsutatsu-sai (初辰際): Jeden Monat am 1. Drachen-Tag
- Jūgonichi-sai (十五日際): Jeden Monat am 15. Tag
- Kaijō, kōtsū anzen kigan sai (海上・交通安全祈願際): Jeden Monat am 20. Tag
- Gantan-sai (元旦際): 1. Januar
- Genshi-sai (元始際): 3. Januar
- Tōka shinji (踏歌神事): 4. Januar
- Aoumashinji (白馬神事): 7. Januar
- Mikechi shinji (御結鎮神事): 13. Januar
- Kigen-sai (紀元祭): 11. Februar
- Kinen-sai (祈年祭): 17. Februar
- Setsubun-sai (節分祭): 22. oder 23. Februar
- Matsumae shinji (松苗神事): 3. April
- U-no-ha shinji (卯之葉神事): 1. Hasen-Tag im Mai
- Otaue shinji (御田植神事): 14. Juni
- Ōharai shiki (大祓式): 30. Juni
- Mikoshi-arai shinji (神輿洗神事): 3. Montag und Dienstag im Juli
- Yoimiya-sai (宵宮祭): 30. Juli
- Reitai-sai (例大祭): 31. Juli
- Nakoshi-no-Ōharai shinji (夏越大祓神事): 31. Juli
- Togyo-sai (渡御祭): 1. August
- Aranigo-no-Ōharai shinji (荒和大祓神事): 1. August
- Kangetsu-sai (観月祭): bei Herbstvollmond
- Takara-no-ichi shinji (宝之市神事): 11. Oktober
- Meiji-sai (明治祭): 3. November
- Niiname-sai (新嘗祭): 23. November
- Tenchō-sai (天長祭): 23. Dezember
- Susuharai-sai (煤払い祭): 26. Dezember
- Ōharai shiki (大祓式): 31. Dezember
- Joya-sai (除夜祭): 31. Dezember

## Sonstige Sehenswürdigkeiten

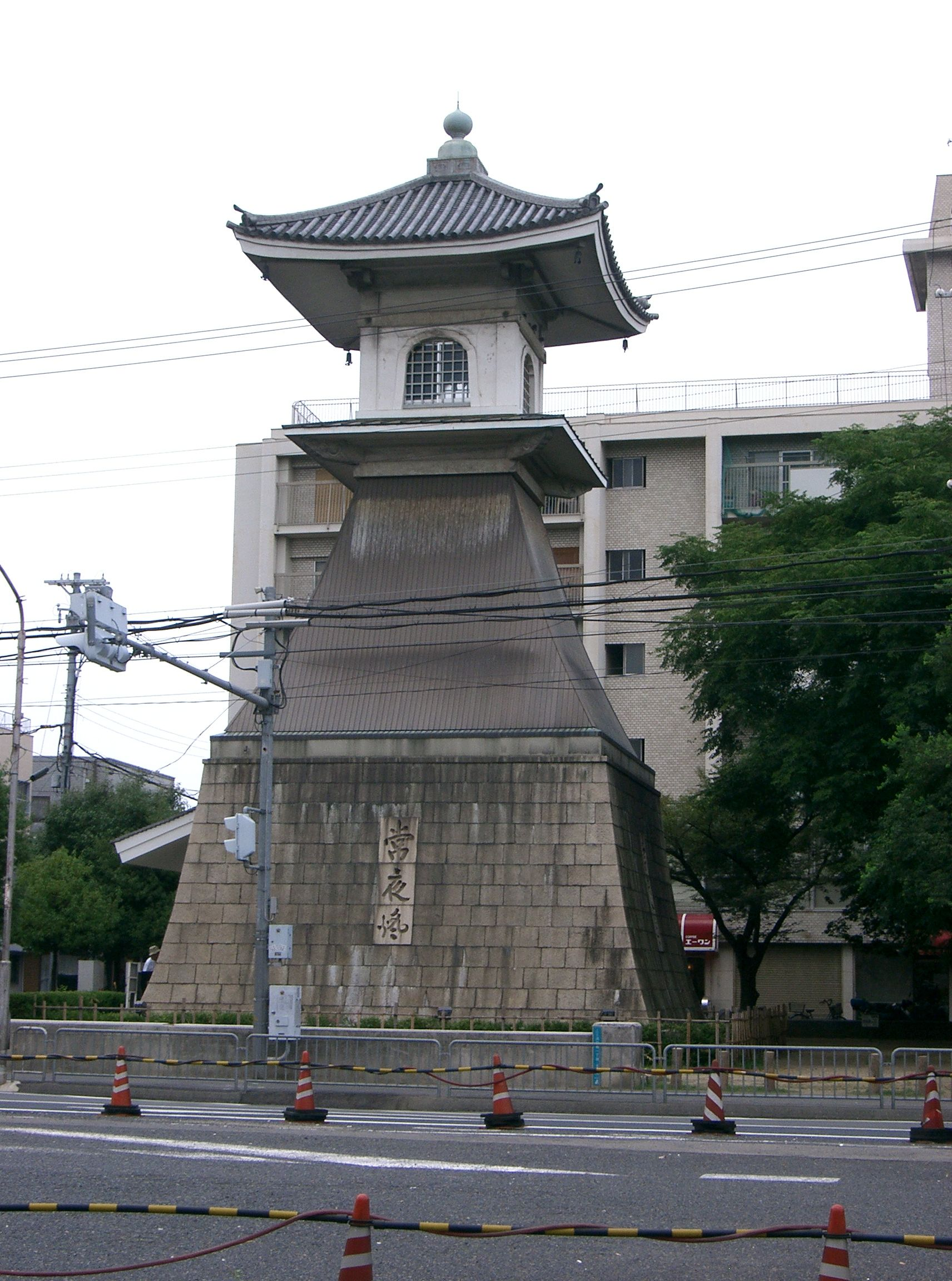
Die Hochlaterne

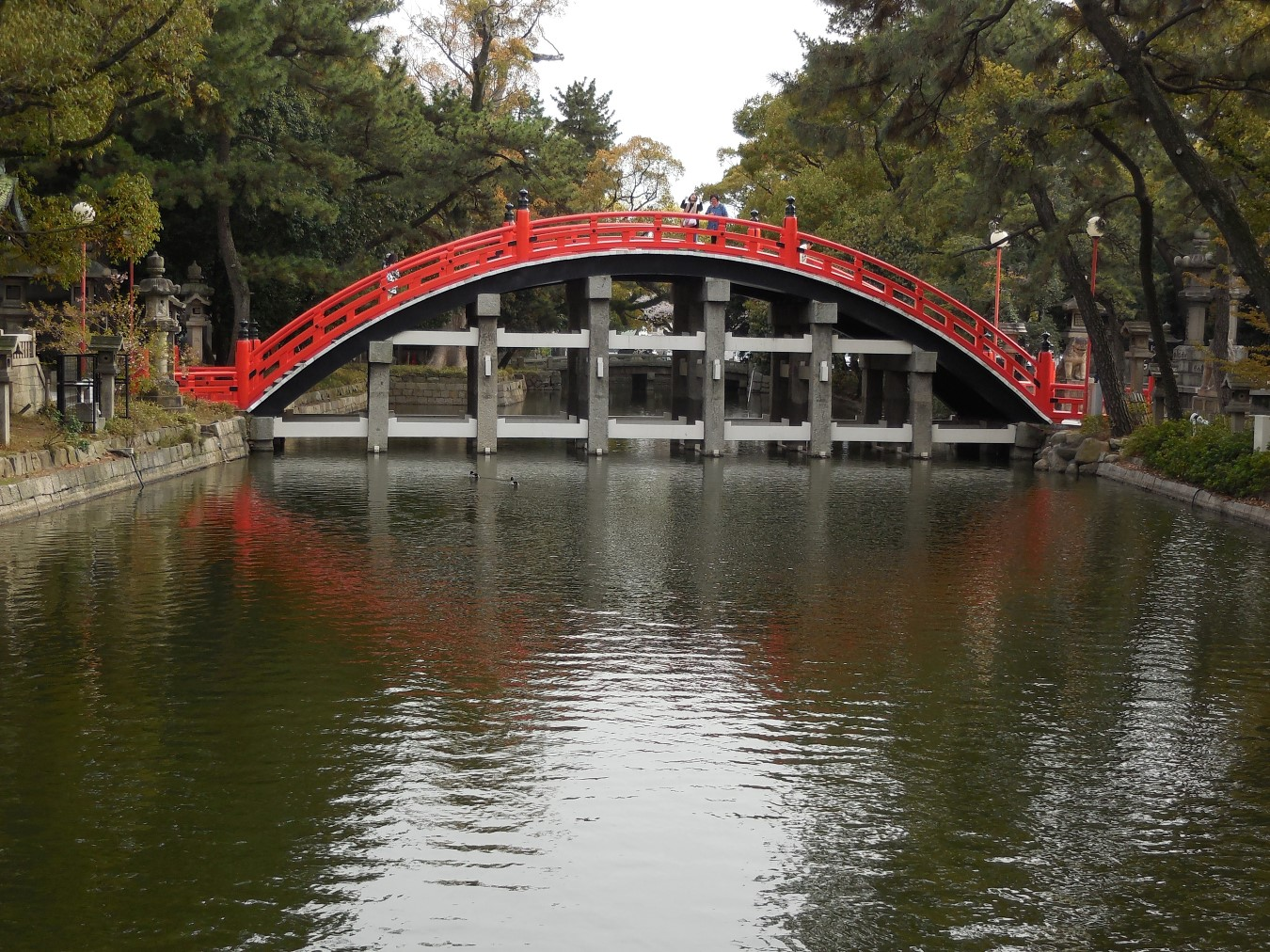
Die Soribashi wurde mehrmals wieder aufgebaut. Der jüngste Bau stammt aus dem Jahr 1981.

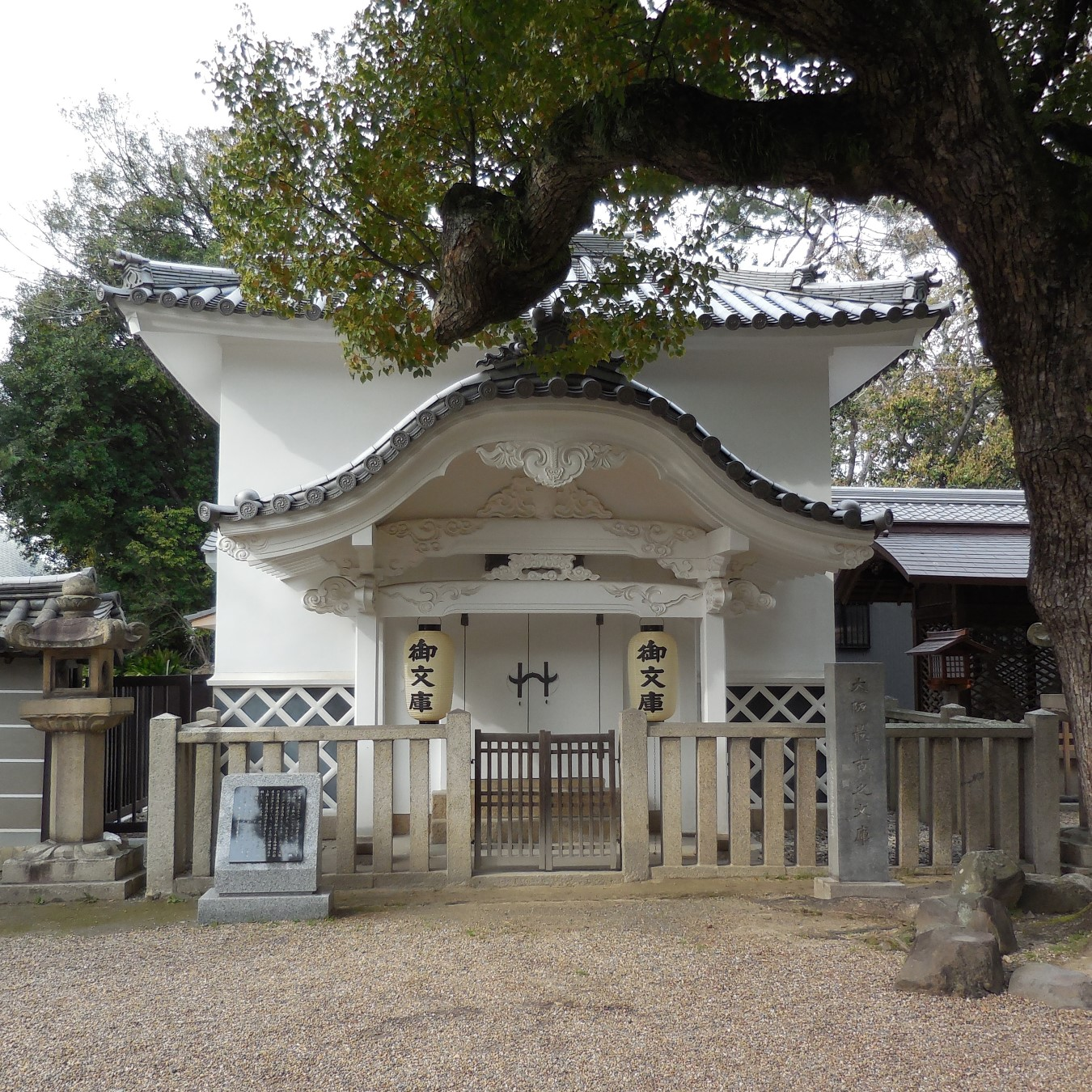
Der Bücherspeicher

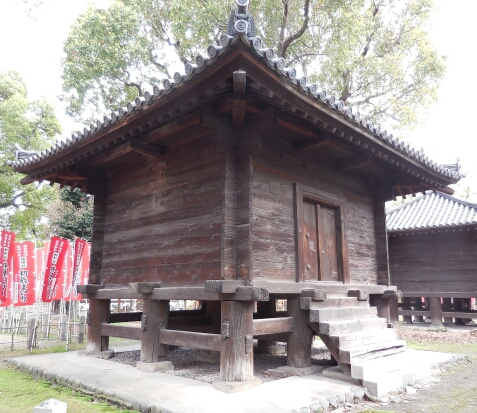
Speicher

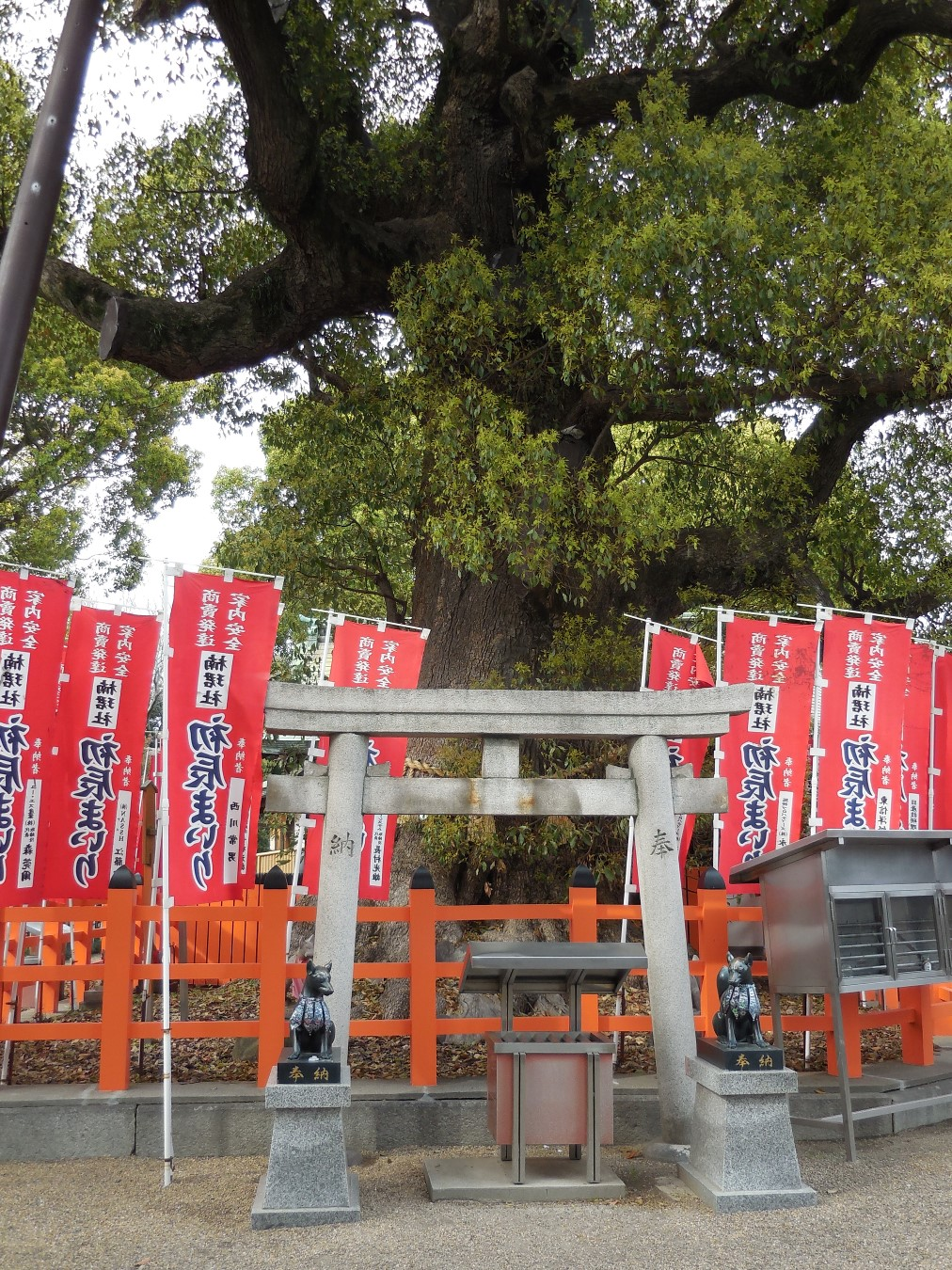
1000-jähriger Kampferbaum

### Die Hochlaterne
Die Hochlaterne (高燈籠, Takatōrō) ragte einst im Sumiyoshi-Park im Westen des Sanjūgen-bori-kawabata hervor. Sie war, zusammen mit der Trommelbrücke Sorobashi, Symbol des Schreines. In alten Zeiten erfüllte sie auch eine Funktion als Leuchtturm. Nach dem Zweiten Weltkrieg wurde sie aus Materialknappheit abgebaut, aber im Jahre 1974 aus Stahlbeton wieder errichtet.

### Trommelbrücke zum Schrein
Die Brücke Soribashi (反橋), die auch Trommelbrücke (太鼓橋, Taikobashi) genannt wird, ist schon seit der Kamakura-Zeit bekannt. Ihre jetzige Form mit Steinpfeilern erhielt sie, als sie um 1600 von Yodogimi, der Frau Toyotomi Hideyoshis gestiftet wurde. Zum Kangetsu-Sai (観月祭) werden bei Herbstvollmond auf der Brücke Gedichte zitiert.

### Steinlaternen
Es gibt über 600 Steinlaternen (石燈籠, Ishi tōrō) auf dem Schrein-Gelände; sie sind von unterschiedlichen Personen aus ganz Japan gestiftet worden. Bekannte Stifter sind der Philosoph und Gelehrte Rai San’yō (1780–1832), der Maler und Kalligraph Nukina Kaioku (1748–1863), der Literatenmaler Ike no Taiga (1723–1776), Go Saku, die Konfuzianisten Shinogizaki Shōchiku (1781–1851) und Goi Ranshū (1679–1762), der Maler Hagura Katei (1799–1887).

### Gedenksteine
(石碑, Sekihi) Am Eingang zu Shiokakemichi im Sumiyoshi-Park findet sich ein Gedenkstein mit einem Haiku von Matsuo Bashō, auf dem Schrein Gelände ein Gedenkstein mit einem Vers von Shōwa Tennō, ein Stein mit einer Zeile von Ihara Saikaku, ein Literatur-bezogener Stein von Nobelpreisträger Kawabata Yasunari, Shokusanjin und Sekkantō.

### Geburtshelfer-Stein
Als die schwangere Tango no tsubone, Geliebte des Minamoto Yoritomo, beim Besuch des Schreins Wehen spürte, soll sie mit Hilfe dieses Steines (誕生石, Tanjōseki) einen gesunden Jungen geboren haben. Das war Shimazu Tadahisa, der Begründer des Shimazu-Klans.

### Sicheltanne
Zwischen dem 1. Hauptschrein und dem Wakamiya Hachimangū steht eine Sicheltanne (五所御前, Gosho gozen) innerhalb eines Zaunes aus Steinen. Als in Vorzeiten Jingū Kōgō nach einem geeigneten Platz für einen Schrein suchte, beobachtete sie, wie sich in diesem Baum drei weiße Reiher (Sagi) niederließen. So beschloss sie, den Schrein an dieser Stelle zu erbauen.

### Steinbühne
Diese Anlage, nämlich Steinbühne (石舞台, Ishibutai), die Tanzbühne (楽所, Gakusho), das Südtor (南門, Minami mon): Diese Anlage wurde auf Wunsch von Toyotomi Hideyori errichtet und ist im Stil der Momoyama-Zeit gehalten. Die Steinbühne ist eine der Drei Steinbühnen Japans.

### Büchermagazin
Dieses Büchermagazin (住吉御文庫, Sumiyoshi O-bunko) wurde 1727 als zweistöckiger Speicher (Kura) mit weißen Wänden errichtet. Er nahm die Sammlung von Büchern zu den drei Pilgerstätten der Edo-Zeit, Osaka, Kyōto und Edo, auf. Als ältester O-bunko Osakas enthält er eine Sammlung von 30.000 Bänden.

### Hochspeicher
Zwei Hochspeicher (高倉, Takakura) im Asekura-Stil (bzw. Seirō-Stil), die der Aufbewahrung von Schrein-Schätzen dienten, befinden sich hinter dem 1. Hauptschrein. Bei diesen Speichern in Blockhaus-Form, die in Nara an vielen Tempeln zu finden sind, wird kein einziger Nagel verwandt. Die Speicher hier im Sumiyoshi-Schrein werden der Momoyama-Zeit zugerechnet.

### Kettengedichts-Ort
Das Gebäude (連歌所, Rengasho), in dem sich Renga-Dichter trafen, soll beim Besuch des Go-Toba Tennō errichtet worden sein. 1614, während der Belagerung der Burg Ōsaka, soll es als Hauptquartier für Tōdō Takatora gedient haben. Zu Beginn der Shōwa-Zeit wurde das Gebäude hinter das Gebäude der Schrein-Verwaltung umgesetzt.

### Spuren des Sumiyoshi Jingū-ji
Dieser Tempel, (住吉神宮寺), wurde im Jahre 758 auf Wunsch von Kaiser Kōken errichtet. Er befand sich zwischen den Hauptschreinen und dem Daikai Jinja, wurde in der Meiji-Zeit im Rahmen der Trennung von Shintoismus und Buddhismus abgerissen. Ein Gedenkstein erinnert an den Tempel. Erhalten geblieben ist auf dem Gelände die Gomadō unter dem Namen Shōkonsha und die westliche Pagode, nun am Kirihata-dera (Präfektur Tokushima).